# Wenzislaw Inkjow
Wenzislaw Inkjow (bulgarisch Венцислав Владимиров Инкьов, beim Weltschachbund FIDE Ventzislav Inkiov; * 19. Mai 1956 in Dupniza) ist ein bulgarischer Schachspieler.
Die bulgarische Einzelmeisterschaft konnte er 1982 in Sofia gewinnen. Er spielte für Bulgarien bei sechs Schacholympiaden: 1978 und 1982 bis 1990. Außerdem nahm er dreimal an den europäischen Mannschaftsmeisterschaften (1980 bis 1989) und an mehreren Schachbalkaniaden (1973, 1978 bis 1983 und 1985 bis 1988) teil.
In Frankreich spielte er für den Club de Migne Echecs.
Im Jahre 1977 wurde ihm der Titel Internationaler Meister (IM) verliehen, 1982 der Titel Großmeister (GM). Seit dem Jahr 2011 ist er auch Internationaler Schiedsrichter.
| Hier fehlt eine Grafik, die leider im Moment aus technischen Gründen nicht angezeigt werden kann. Wir arbeiten daran! |